# Nature morte cubiste (María Blanchard)
Nature morte cubiste (Naturaleza muerta cubista) es un cuadro de la pintora española María Blanchard realizado en c. 1917 perteneciente a la colección del Museo Nacional Centro de Arte Reina Sofía en depósito comodato de la Colección Telefónica.

## Obra
La obra fue ejecutada en torno a 1917 en óleo sobre lienzo y tiene unas dimensiones de 54 por 32 centímetros. Esta obra forma parte de la última etapa del periodo cubista de Blanchard. Un año después de pintar este cuadro, Blanchard comenzó su etapa figurativa, que continuó durante el resto de su vida. El bodegón es un género habitual en los cubistas, como lo fue para los pintores barrocos, pues, al tratarse de motivos cotidianos, les permitía centrarse en los aspectos puramente formales. En esta obra, la sartén, la copa y la mesa, como objetos cotidianos, se muestran de forma esquemática, con trazos muy finos que limitan superficies de colores planos. La composición recuerda el concepto de “rimas plásticas” de Juan Gris, apreciándose su influencia de la visión del cuadro como una arquitectura plana coloreada en el carácter constructivo de la obra y el diálogo de los elementos geométricos.
En Nature morte cubiste, no se emplean temáticas femeninas: no hay niños, ni solicitud maternal, ni tenaz melancolía, ni se aprecia la «desdicha personal» de Blanchard. Se trata de un bodegón cubista en el que podría incluso ser difícil de determinar si fue ejecutado por un hombre o una mujer. Emplea una paleta luminosa de grises y pasteles que podría llegar a atribuirse a la influencia de Juan Gris. Sin embargo, la crítica tradicional consideró que se trata de una paleta femenina en contraposición a los colores neutros y sobrios de otros colegas como el Picasso de la etapa cubista.